# Karl Gottfried Pauer
Karl Gottfried Pauer (geboren vor 1747 in Preßburg in Ungarn (in der späteren Tschechoslowakei); gestorben nach 1766) war ein ungarischer Jurist und mathematischer Schriftsteller.

## Leben
Pauer schrieb sich am 13. April 1747 an der Georg-August-Universität in Göttingen für das Fach Rechtswissenschaften ein. Mit dem Titel als Dr. jur. war er später in seiner Heimatstadt tätig.
1751 gab Pauer das Werk De orientatione seu Expositione situs regionis, in plano respectu plagarum mundi ... heraus, mit dem er in lateinischer Sprache auf 24 Seiten mit einem Kupferstich den im Auftrag der Kaiserlichen Akademie der Wissenschaft zu St. Petersburg tätigen Astronomen und Geographen Georg Moriz Lowitz ehrte.

## Familie
Zu Pauers Nachkommen zählt sein am 23. September 1766 in Preßburg geborener Sohn, der spätere Sekretär der Königlich Großbritannischen und Kurfürstlich Braunschweig-Lüneburgische Kriegskanzlei in Hannover Friedrich Gottlieb Matthias Pauer.

## Schriften (Auswahl)
- De orientatione seu Expositione situs regionis in plano respectu plagarum mundi. Qvaedam proponit simvlque viro celeberrimo D. Georgio Mavritio Lowitz [...] gratvlatvr Carolvs Godofredvs Paver, Posonii, Typis Ioannis Michaelis Landerer, 1751; Google-Books
  - als De Orientatione Seu Expositione Sitvs Regionis In Plano Respectv Plagarvm Mvndi / Qvaedam Proponit Simvlqve Viro Celeberrimo D. Georgio Mavritio Lowitz Professori Mathematvm Inprimis Astronomiae Norimbergensi, Membro Societatis Cosmographicae Primordia Mvneris Gratvlatvr Carolvs Godofredvs Paver E Societate Cosmographica, in: Acta Societatis Cosmographicæ Seu Minorum Scriptorum A Membris Societatis Annunciandi Instituti Cosmographici Causa Editorum In Unum Volumen Collectio Facta Anno M D CC LIV. Quo Exspravit Huius Societatis Directorium Norimbergense Idque Ad Musas Gœttingenses Felicissimis Auspiciis Emigravit, Cosmographische Gesellschaft, 1754